# Walter Q. Gresham
Walter Quintin Gresham, född 17 mars 1832 i Harrison County, Indiana, död 28 maj 1895 i Washington, D.C., var en amerikansk politiker. Han var först republikan men bytte parti och sina sista år var han demokratisk utrikesminister.
Gresham föddes nära Lanesville, Indiana. Han inledde sin karriär som advokat 1854 och två år senare deltog han i republikanernas allra första presidentkampanj. Han gifte sig 1858 med Matilda McGrain. 1860 blev han invald i Indiana House of Representatives, underhuset av delstatens lagstiftande församling.
Han deltog i amerikanska inbördeskriget och sårades som brigadgeneral 1864. Han var inte längre kapabel till aktiv tjänst och blev lam för resten av livet. Efter kriget arbetade han som advokat i New Albany. President Ulysses S. Grant utnämnde honom 1869 till domare för United States District Court i Indiana.
Han fick 1883 uppdraget som generalpostmästare (Postmaster General), chef för postverket United States Postal Service, i Chester A. Arthurs kabinett. I september 1884 efterträdde han Charles J. Folger som USA:s finansminister. Han avgick redan i oktober samma år, när president Arthur utnämnde honom till domare i en federal appellationsdomstol.
Efter en lång karriär som republikan (han var en av kandidaterna när republikanernas partimöten utsåg 1884 och 1888 års presidentkandidater) förlorade han tilltron i partiets ledare och politik. Han stödde Grover Cleveland i 1892 års presidentval och tjänstgjorde 1893–1895 som Clevelands utrikesminister. Han avled i ämbetet. Greshams grav finns på Arlingtonkyrkogården.